# Calathea exserta
Calathea exserta är en strimbladsväxtart som beskrevs av Henry Hurd Rusby. Calathea exserta ingår i släktet Calathea och familjen strimbladsväxter. Inga underarter finns listade.